# デッド・ウィンター・デッド
『デッド・ウィンター・デッド』（Dead Winter Dead）は、アメリカ合衆国のヘヴィメタル・バンド、サヴァタージが1995年に発表したスタジオ・アルバム。フル・レングスのスタジオ・アルバムとしては9作目に当たる。バンドにとって2作目のコンセプト・アルバムで、ポール・オニールの手による、ボスニア・ヘルツェゴビナ紛争を題材としたストーリーに基づいている。

## 背景
前スタジオ・アルバム『ハンドフル・オブ・レイン』（1994年）に伴うツアーを最後にアレックス・スコルニックが脱退。バンドは1987年〜1990年にサヴァタージのツアー・メンバーだったクリス・キャファリーと、アリス・クーパーのバンド等で活動していたアル・ピトレリを迎え、ツイン・ギター編成となった。ジョン・オリヴァも本格的に復帰して、アメリカ盤を除くCDブックレットのグループ・ショットに写っており、「I Am」「Doesn't Matter Anyway」の2曲ではボーカリストとしてもフィーチャーされた。プロデューサーのポール・オニールによれば、オリヴァは「よりダークで重い方の役割」を担い、「ザック（ザッカリー・スティーヴンス）とまったく異なるキャラクターを演じることのできる、彼の存在が大きかった」という。
「Mozart and Madness」ではヴォルフガング・アマデウス・モーツァルトの『交響曲第25番』が引用されており、「Dead Winter Dead」はルートヴィヒ・ヴァン・ベートーヴェンの「歓喜の歌」が引用された。「Christmas Eve/Sarajevo 12/24」は、ポール・オニールとボブ・キンケルを中心としてサヴァタージのメンバーも関わったプロジェクト、トランス・シベリアン・オーケストラのアルバム『Christmas Eve and Other Stories』（1996年）にも再収録された。
物語に登場するチェロ奏者のキャラクターは、実在の人物が元になっている。
本作よりジャケットの絵画をエドガー・ジェリンズが担当するようになり、ジェリンズはオニールの注文に応じて、ガーゴイルとサラエヴォ市街を描いた。
2001年には、『ハンドフル・オブ・レイン』と抱き合わせた2枚組CDという形で再発された。

## ストーリー
日本初回盤CD(XRCN-1249)ライナーノーツに掲載されたポール・オニールのインタビュー及び、歌詞カードに付記された詩（対訳：山崎智之）を元に再構成。
千年にわたりサラエヴォの教会の屋根で過ごしてきたガーゴイルは、人間の気持ちを理解しようとしてきたが、ずっと人間の歓びや悲しみを理解できないままでいた。
1990年、ユーゴスラビアで民主化が起こり、サラエヴォ（当時はユーゴスラビアに属する都市だった）に住む16歳の少年サージャン・アレクシックは、そのことを喜んでいた。しかし、セルビア人、クロアチア人、イスラム教徒の間に相互不信が生じ、サージャンはセルビア人の軍の兵士として迫撃砲で街を砲撃するようになってしまう。一方、イスラム教徒の少女カトリーナは、セルビア人とイスラム教徒の両方に武器を売っているディーラーから買った武器でセルビア人を攻撃する。また、世界を回った後1992年に故郷サラエヴォへ帰ってきたチェロ奏者の老人は、美しい街並みが破壊されたサラエヴォにショックを受け、そして、かつて噴水だった所でモーツァルトの曲を弾く。
紛争が激化するさなか、パトロールに出たサージャンは、学校の校庭で砲撃の犠牲となった子供たちの死体が積み上がっているのを見る。自分の砲弾で多くの人が犠牲になっていることに気づいてショックを受け、戦闘に参加するのをやめようと決意した。そして、サージャンとカトリーナはチェロ奏者の老人が弾くクリスマス・ソングを耳にするが、その音は突然止んでしまう。2人は音のしていた場所に向かい、そこで老人の死体を目にした。そこへ落ちた一滴の水は、ガーゴイルの流した涙であった。
サージャンはカトリーナを誘って街を出ようとするが、サージャンはカトリーナにとって敵であるセルビア人の軍服を着ていた。しかし、彼は目に映る物だけで判断しないでほしいと言い、カトリーナと共に故郷を後にする。ガーゴイルはその様子を見守り、想いにふけるのであった。

## 反響
バンドの母国アメリカでは、総合チャートのBillboard 200にはランク・インしていないが、『ビルボード』のトップ・ヒートシーカーズでは18位に達した。ドイツのアルバム・チャートでは、3週チャート・インして最高80位に達した。

## 収録曲
特記なきジョン・オリヴァとポール・オニールの共作。「Mozart and Madness」「Christmas Eve (Sarajevo 12/24)」はインストゥルメンタル。アメリカ盤やヨーロッパ盤では「Sarajevo」は「Overture」と「Sarajevo」の2曲に分割されており、「Dead Winter Dead」は「Memory」と「Dead Winter Dead」の2曲に分割されている。
1. "Sarajevo" - 4:22
2. "This is the Time (1990)" - 5:40
3. "I Am" - 4:32
4. "Starlight" - 5:39
5. "Doesn't Matter Anyway" - 3:47
6. "This Isn't What We Meant" - 4:12
7. "Mozart and Madness" - 5:01
8. "Dead Winter Dead" - 5:38
9. "One Child" - 5:14
10. "Christmas Eve/Sarajevo 12/24" - 3:20
11. "Not What You See" - 5:12

### 日本初回盤ボーナス・トラック
1. "D. T. Jesus" - 4:13

## 参加ミュージシャン
- ザッカリー・スティーヴンス - ボーカル
- クリス・キャファリー - ギター
- アル・ピトレリ - ギター
- ジョニー・リー・ミドルトン - ベース
- ジェフ・プレイト - ドラムス
- ジョン・オリヴァ - キーボード、アディショナル・ボーカル

アディショナル・ミュージシャン
- ボブ・キンケル - アディショナル・キーボード
- Mary Woonten - チェロ